# Doris Ramseier
Doris Ramseier (* 18. Mai 1939) ist eine ehemalige Schweizer Dressurreiterin.

## Leben
Doris Ramseier wurde 1939 geboren. Sie heiratete Alfred Ramseier. 1961 gründete das Paar einen Dressur- und Handelsstall in Horgenberg am Zürichsee. 1963 kam ihr Sohn Daniel Ramseier zur Welt, der ebenfalls ein erfolgreicher Dressurreiter ist.

## Sportliche Erfolge
Ihren ersten grossen internationalen Erfolg erreichte Doris Ramseier auf Roch mit dem Schweizer Team bei den Europameisterschaften von 1975, bei der sie die Bronzemedaille gewannen.
Bei den Olympischen Sommerspielen von 1976 in Montreal gewann sie auf ihrem Pferd Roch in der Equipe zusammen mit Christine Stückelberger und Ulrich Lehmann die Silbermedaille.
Sie war Teilnehmerin der Europameisterschaften von 1991 in Donaueschingen und erreichte auf dem braunen Wallach Renatus mit der Schweizer Equipe Platz sieben. 1993 erreichte sie wiederum mit Renatus bei den Europameisterschaften in Lipica, Slowenien mit dem Schweizer Team den vierten Platz.
1992 nahm sie mit Renatus an den Olympischen Sommerspielen in Barcelona teil. Mit dem Schweizer Team erreichte sie den sechsten Rang.